# Zanden van Voort
De Zanden van Voort of het Zand van Voort, in België Formatie van Voort (afkorting: Vo), in Nederland Laagpakket van Voort (afkorting: VEVO), zijn/is een gesteentelaag in de ondergrond van het noorden van België en zuiden van Nederland. De laag bestaat uit ondiep-marien zand uit het late Oligoceen (Chattien, rond de 25 miljoen jaar geleden).

## Stratigrafie
In België wordt de Formatie van Voort soms ingedeeld bij de Rupel Groep, hoewel de andere formaties uit deze groep iets ouder zijn (Rupelien, oftewel Vroeg-Oligoceen). In Nederland is het Laagpakket van Voort ingedeeld bij de Formatie van Veldhoven. De Klei van Veldhoven, die in Nederland om verwarring met de formatie te voorkomen het Laagpakket van Wintelre genoemd wordt, wordt in België beschouwd als lid van de Formatie van Voort.
In België liggen boven op de Formatie van Voort de Vroeg-Miocene mariene formaties van Berchem (in Antwerpen) of Bolderberg (in Limburg). In Nederland ligt boven op de Formatie van Veldhoven de Formatie van Breda, eveneens een Vroeg-Miocene mariene afzetting.
De Zanden van Voort liggen zowel in Nederland als in België boven op de Rupel Groep (bijvoorbeeld de daartoe behorende afzettingen van Eigenbilzen of Klei van Boom), die in Nederland echter de Formatie van Rupel genoemd wordt.

## Lithologie
De Zanden van Voort bestaan lithologisch gezien uit een tot 60 meter dikke laag grijzig of groenig mica- en glauconiethoudend fijn zand. Deze wordt soms afgewisseld met lagen groenige zandhoudende klei. Plaatselijk komen schelpenbanken of lagen klei met pyriet voor. In de Roerdalslenk kan de formatie veel dikker worden, tot 300 meter.